# Table des pages
 (novembre 2017).
Si vous disposez d'ouvrages ou d'articles de référence ou si vous connaissez des sites web de qualité traitant du thème abordé ici, merci de compléter l'article en donnant les références utiles à sa vérifiabilité et en les liant à la section « Notes et références ».

Relations entre les pages adressée par les adresses virtuelles et les pages en mémoire physique. La mémoire physique peut contenir des pages appartenant à de nombreux processus. Les pages peuvent être conservées sur disque si elles sont rarement utilisées ou si la mémoire est pleine. Dans le diagramme ci-dessus, certaines pages ne sont pas dans la mémoire physique.

La table des pages est la structure de données utilisée par un système de mémoire virtuelle dans un système d'exploitation pour stocker les correspondances entre adresses virtuelles et adresses physiques. Les adresses virtuelles sont utilisées en accédant aux processus, tandis que les adresses physiques sont utilisés par le matériel, ou plus précisément, par la mémoire vive.

## Rôle de la table des pages
Dans les systèmes d'exploitation qui utilisent de la mémoire virtuelle, chaque processus a l'impression de travailler avec de grandes sections de mémoire contigües. Physiquement, la mémoire de chaque processus peut être dispersés dans les différentes zones de la mémoire physique, ou peut avoir été déplacé vers un autre emplacement de stockage, typiquement vers un disque dur.
Lorsqu'un processus demande l'accès aux données dans sa mémoire, il est de la responsabilité du système d'exploitation de faire correspondre l'adresse virtuelle fournie par le processus avec l'adresse physique de la mémoire où les données sont stockées. La table de pages est l'endroit où le système d'exploitation stocke les correspondances d'adresses virtuelles vers les adresses physiques.